# ژان ایو کرژان
ژان ایو کرژان (انگلیسی: Jean-Yves Kerjean؛ زادهٔ ۲۵ ژوئن ۱۹۵۸) بازیکن فوتبال اهل فرانسه است.
از باشگاه‌هایی که در آن بازی کرده‌است می‌توان به باشگاه فوتبال المپیک مارسی، باشگاه فوتبال رن، و باشگاه فوتبال دیژون اشاره کرد.